# 栗原市立栗駒小学校耕英分校
栗原市立栗駒小学校耕英分校（くりはらしりつ くりこましょうがっこう こうえいぶんこう）は、宮城県栗原市栗駒沼倉耕英にあった公立小学校の分校。1951年（昭和26年）に分校として設立され、後に耕英小学校として独立を果たすも再度分校となり、2011年（平成23年）3月に閉校となって60年の歴史を閉じた。かつては、多いときで児童が80名いた。

## 概要
昭和22年、現在の伊具郡丸森町耕野村の人々が満州から引き揚げて新天地として入植し、続いて、現登米市、現栗原市の人々が入植し、地名は「耕英」と命名された。
地区は、標高1,628mの栗駒山の中腹で、岩ケ崎から25kmある。耕英分校は、耕英地区のほぼ中心に位置し、標高は573m。児童の通学距離は約1～4kmであったが、通学路に起伏があったことと獣などへの注意が必要だったため、一人での登下校は避けていた。2003年度（平成15年度）より寄宿舎が廃止され、通年通学となっていた。

## 沿革
- 1951年（昭和26年）4月 -  栗駒村立栗駒小学校耕英分校として開校。
- 1961年（昭和36年）4月 - 栗駒町立耕英小学校として独立。
- 1974年（昭和49年）4月 - 栗駒町立栗駒小学校耕英分校へ移行。
- 1976年（昭和51年）4月 - 「たった一人の入学式」仙台放送より放映。
- 1981年（昭和56年）4月 - 「三年ぶりの入学式」仙台放送で放映。
- 2008年（平成20年）6月 - 岩手・宮城内陸地震発生、耕英地区に避難指示発令。
- 2011年（平成23年）
  - 3月 - 東北地方太平洋沖地震（東日本大震災）発生。耕英分校閉校。
  - 4月 - 岩ケ崎小学校へ統合[1]。

## 学区
- 耕英地区

## アクセス
- 東北自動車道 - 築館ICから車で約50分